# 長崎市立野母崎中学校
長崎市立野母崎中学校（ながさきしりつのもざきちゅうがっこう、Nagasaki City Nomozaki Junior High School）は長崎県長崎市（旧西彼杵郡野母崎町）野母町にある公立中学校。略称「野っ中（のっちゅう）」。
2011年（平成23年）9月から新校舎建設のため、同市高浜町の旧長崎県立野母崎高等学校を仮校舎として使用していたが、新校舎が完成し2014年（平成26年）4月より長崎市立野母崎小学校と小中一貫教育を始めた。

## 概要
歴史
1963年（昭和38年）に当時の野母崎町にあった中学校4校を統合して開校した。2008年（平成20年）に創立45周年を迎えた。
校訓
「進取・調和・創造」
校章
旧・野母崎町の町章を背景に「中」の文字を置いている。中の文字の縦線（|）は学問を表す「ペン」の絵になっている。
校歌
作詞は泉本三郎、作曲は木野普見雄による。1964年（昭和39年）1月26日に制定。歌詞は3番まであり、3番に「野母崎中学校」が登場する。

## 沿革
前史
- 1947年（昭和22年）4月1日 - 学制改革に伴い、以下の中学校（小学校に併設）が発足。
  - 高浜村立高浜中学校（たかはま）
  - 野母村立野母中学校（のも）
  - 脇岬村立脇岬中学校（わきみさき）
  - 樺島村立樺島中学校（かばしま）
- 1955年（昭和30年）4月1日 - 高浜村・野母村・脇岬村・樺島村の4村が合併し、野母崎町となる。これに伴い、校名を改称。
  - 野母崎町立高浜中学校
  - 野母崎町立野母中学校
  - 野母崎町立脇岬中学校
  - 野母崎町立樺島中学校
- 1962年（昭和37年）8月1日 - 野母崎町議会において、上記4中学校の統合が決議される。

正史
- 1963年（昭和38年）
  - 4年1月 - 「野母崎町立野母崎中学校」が開校。
  - 5月22日 - 帽章とバッジを制定。（デザイン - 山口富士雄）
- 1964年（昭和39年）
  - 1月26日 - 校旗・校歌を制定。
  - 4月1日 - 野母校舎と脇岬校舎を統合。高浜・樺島校舎は存続。
- 1965年（昭和40年）
  - 2月26日 - 野母崎・脇岬・樺島の3漁協によって水産実習船「のもざき」（4.3t）が寄贈され、進水式を挙行。
  - 3月20日 - 通学船「あおしお」[1]の進水式を挙行。
- 1971年（昭和46年）2月22日 - 完全給食を開始。
- 1989年（平成元年）9月27日 - 台風19号によって体育館が半壊。
- 1994年（平成6年）1月10日 - 校則改正により、頭髪自由化。
- 2002年（平成14年）11月1日 - ペーロン舟が寄贈。
- 2005年（平成17年）1月4日 - 野母崎町が長崎市に編入され、「長崎市立野母崎中学校」（現校名）となる。
- 2011年（平成23年）9月1日 - 新校舎建設のため、高浜町の旧長崎県立野母崎高等学校校舎に移転し、仮校舎として使用開始。
- 2012年（平成24年）3月 - 新校舎建設のため、野母町の旧校舎を解体。
- 2014年（平成26年）4月1日 - 新校舎が完成し長崎市立野母崎小学校と施設一体型の小中一貫教育「青潮学園」を開始。

## 学校行事
3学期制
1学期
- 5月 - 体育祭（春の野っ中祭）
- 7月 - 1年カヌー体験

2学期
- 10月 - 文化祭（秋の野っ中祭）

3学期

## 部活動
運動部
- 野球部(休部中）
- 剣道部
- サッカー部
- バスケットボール部（2013年廃部）
- バレー部
- ソフトテニス部
- カヌー部

文化部
- 吹奏楽部
- ボランティア部

## アクセス
- 最寄りのバス停 - 長崎バス 「（野母崎）行政センター」バス停
- 最寄りの道路・交差点 - 国道499号、長崎県道34号野母崎宿線、「野母崎中学校前」交差点

## 周辺
- 長崎市役所野母崎地域センター（旧 野母崎町役場）
- 長崎市立野母崎小学校（2010年（平成22年）4月に野母・高浜・樺島・脇岬の4小学校が統合されて開校。）
- 野母郵便局
- 野母漁港